# Moskva
Moskva (rus. Москва, la. Moskva, IPA: [mɐˈskva]) glavni i najmnogoljudniji je grad, odnosno federalni subjekt Rusije. Značajno je političko, ekonomsko, kulturno, znanstveno, vjersko, financijsko, obrazovno i prometno središte Rusije i svijeta. S 13 010 112 stanovnika (2021.), najmnogoljudniji je grad kontinentalne Europe i prema broju stanovnika sedmo najveće gradsko područje u svijetu. Prema popisu grupe GaWC, sveučilišta u Loughboroughu (UK) iz 2008. godine, smatra se "Alfa globalnim gradom".
Moskva se nalazi na rijeci Moskvi u Središnjem saveznom okrugu europske Rusije. Tijekom svoje povijesti grad je služio kao glavni grad nizu država, od srednjovjekovne Velike kneževine Moskve i pratećega Ruskoga Carstva do Sovjetskog Saveza. U Moskvi se nalazi čuveni Moskovski kremlj, drevna tvrđava danas rezidencija predsjednika Ruske Federacije. Kremlj je također jedno od nekoliko mjesta svjetske baštine u gradu. Oba doma ruskog parlamenta (Državna duma i Savjet Federacije) svoja sjedišta također imaju u Moskvi.
Grad opslužuje opsežna tranzitna mreža, s četiri međunarodne zračne luke, devet željezničkih terminala, i moskovskim metroom, prema broju putnika drugim u svijetu iza tokijskog, radi bogate i raznovrsne arhitekture priznatim kao jednom od gradskih znamenitosti.
Tijekom vremena, Moskva je stekla niz epiteta, većina se odnosi na veličinu i dominantan položaj grada unutar nacije: Treći Rim (Третий Рим), Belokamenaja (Белокаменная), Pervoprestolnaja (Первопрестольная), Četrdeset četrdeset(ica) (Сорок Сороков).
Prema Forbesu (2011.), u Moskvi živi 79 dolarskih milijardera, više nego u bilo kojeg drugom gradu na svijetu.

## Povijest
Grad je nazvan prema rijeci (staroruski гра́д Моско́в, doslovno "grad na rijeci Moskvi"). Prvo rusko spominjanje grada datira u 1147. kada je Jurij Dolgoruki pozvao kneza Novgoroda-Severskog "dođi k meni, brate, u Moskvu."
Devet godina kasnije, 1156., knez Jurij Dolgoruki od Rostova naredio je izgradnju drvenog zida, kremlja, obnavljanog više puta, da okružuje rastući grad. Nakon pljačke 1237. – 1238., kada su Mongoli pobili stanovnike i spalili grad do temelja, Moskva se oporavila i 1327. postala glavni grad nezavisne kneževine Vladimir-Suzdalj. Povoljan položaj grada na gornjem toku rijeke Volge doprinjeo je stalnom rastu. Moskva se razvila u dugogodišnju stabilnu i naprednu kneževinu, poznatu kao Velika kneževina Moskva, koja je privukla veliki broj izbjeglica iz cijele Rusije.
Pod Ivanom I., grad je zamijenio Tver kao političko središte Vladimir-Suzdalja i postao jedini sakupljač poreza za mongolsko-tatarske vladare. Plaćajući visoki danak, Ivan je osvojio važnu povlasticu od Kana. Za razliku od drugih kneževina, Moskva nije bila podijeljena među njegovim sinovima, već ju je najstariji nasljedio jedinstvenu. Međutim, moskovski je otpor stranoj dominaciji rastao. Godine 1380., knez Dimitrije I., vodio je ujedinjenu rusku vojsku do značajne, ali ne i presudne, pobjede nad Tatarima u bitci na Kulikovom polju. Samo dvije godine kasnije Moskvu je opljačkao kan Tohtamiš. Godine 1480., Ivan III. konačno je Ruse oslobodio tatarske kontrole, te Moskva postaje središtem vlasti u Rusiji. Pod Ivanom III. grad je postao prijestolnicom carstva koje će s vremenom obuhvatiti sve teritorije današnje Rusije i drugih zemalja. Godine 1571., krimski Tatari napali su i opljačkali Moskvu, spalivši sve osim Kremlja.
Godine 1609., švedska vojska pod vodstvom grofa Jacoba De la Gardie i Everta Horna započela je svoj marš od Velikog Novgoroda prema Moskvi kako bi potisnula pobunu protiv cara Vasilija Šujskog, ali povukla se početkom 1611., te je potom upala poljsko-litvanska vojska. Tijekom Poljsko-moskovskog rata 1605. – 1618., hetman Stanislav Zolkievski ušao je u Moskvu nakon pobjede nad Rusima u bitci kod Klušina. 17. je stoljeće bilo ispunjeno narodnim ustancima, kao oslobođenje Moskve od poljsko-litavskih osvajača 1612., pobuna soli 1648., pobuna bakra 1662. i moskovski ustanak 1682. Epidemije kuge pustošile su Moskvu 1570. – 1571., 1592. i 1654. – 1656. Od 1712., grad više nije bio prijestolnica Rusije, nakon što je Petar Veliki 1703. kraj obale Baltičkog mora osnovao novi grad Sankt Peterburg. Kuga 1771., bila je posljednja velika epidemija u središnjoj Rusiji, odnijevši 100 000 života u samoj Moskvi. Tijekom
francuske invazija Rusije 1812., dok su se Napoleonove snage približavale i 14. rujna ušle u Moskvu, Moskovljani su spalili i napustili grad. Napoleonovu je Grande Armée mučila glad, hladnoća i loše snabdijevanje, te je bila prisiljena povući se i kasnije gotovo uništena zimom i sporadičnim napadima ruskih vojnih snaga. Do 400 000 francuskih vojnika je poginulo, dok se potpuno izvan stroja, vratilo samo nekoliko desetaka tisuća trupa.
Siječnja 1905., službeno je uvedena institucija gradskog guvernera, tj. gradonačelnika, te je Aleksandar Adrijanov postao prvi službeni gradonačelnik Moskve. Nakon ruske revolucije 1917., 12. ožujka 1918. Moskva je postala glavni grad Ruske Sovjetske Federativne Socijalističke Republike i manje od pet godina kasnije Sovjetskog Saveza. Tijekom drugog svjetskog rata (period od 22. lipnja 1941., do 9. svibnja 1945. u Rusiji je poznat kao veliki domovinski rat), nakon njemačkog napada na SSSR, sovjetski Državni obrambeni komitet i glavni štab Crvene armije bili su smješteni u Moskvi.
Godine 1941., šesnaest divizija narodnih dobrovoljaca (više od 160 000 ljudi), dvadeset pet bojni (18 500 osoba) i četiri inženjerijske pukovnije bile su formirane među Moskovljanima. Studenoga te godine, njemačka Grupa armija centar bila je zaustavljena na rubu grada, i potom odbijena u bitci za Moskvu. Mnoge su tvornice bile evakuirane zajedno s većinom institucija vlasti. U gradu, koji od 20. listopada bio pod opsadom,  preostali stanovnici izgradili su protutenkovske obrane, dok je izvanredno jaka protuzračna obrana grad spasila od većine zračnih napada. Josif Staljin odbio je napustiti grad, te su u Moskvi također ostali stavka i savjet narodnih komesara. Unatoč opsadi, izgradnja moskovskog metroa nastavljena je kroz rat, te je do kraja rata otvoreno nekoliko novih linija.
Točan broj i njemačkih i sovjetskih gubitaka tijekom bitke za Moskvu predmet je rasprava, jer razni izvori pružaju ponešto različite procjene. Procjena ukupnih gubitaka od 30. rujna 1941., do 7. siječnja 1942., između je 248 000 i 400 000 za wehrmacht, i između 650 000 i 1,28 milijuna za Crvenu armiju.
Dana 1. svibnja 1944., ustanovljena je medalja Za obranu Moskve i 1947. medalja U spomen 800. godišnjice Moskve. U povodu 20. objetnice pobjede nad nacističkom Njemačkom, 8. svibnja 1965. Moskva je postala jedan od dvanaest sovjetskih gradova heroja.
Godine 1980., Moskva je bila domaćin ljetnih olimpijskih igara, koje su radi sovjetske invazije Afganistana krajem 1979., bojkotirale Sjedinjene Države i nekoliko drugih zapadnih zemalja. Godine 1991., Moskva je bila poprište neuspjelog pokušaja državnog udara nekih članova sovjetske vlasti protiv Mihaila Gorbačova. Nakon što se krajem iste godine SSSR raspao, Moskva je ostala glavni grad Rusije. Također, 1993. u Moskvi se odigrao žestoki oružani sukob između tadašnjeg predsjednika Rusije Borisa Jeljcina, kojeg je podržala ruska vojska, i ruskog parlamenta.
Od tada, pojava tržišnog gospodarstva prouzročila je bujanje maloprodaje, usluga, moderne arhitekture i ekonomije. Godine 1998. grad je bio domaćin prvih Svjetskih igara mladih.

## Zemljopis i klima

### Lokacija
Moskva je smještena u blago brežuljkastom području na obalama Moskve, rijeke dugačke oko 500 km koja teče Istočnoeuropskom nizinom u središnjoj Rusiji. Nadmorska visina grada u Sveruskom izložbenom centru, gdje se nalazi glavna meteorološka stanica, je 156 m. Najviša točka je Teplostanskaja visoravan s 255 m. Širina grada (ne računajući MKAD kao granice), od zapada prema istoku je 39,7 km, a od sjevera do juga je 51,7 km.

### Vrijeme
Moskva je odredišna točka vremenske zone koja obuhvaća većinu središnje Rusije, uključujući i Sankt Peterburg. Po zimi, područje je u sklopu "Moskovskog standardnog vremena" (MSK, МСК), 3 sata ispred koordiniranog svjetskog vremena, tj. UTC+3. Ljeti, Moskovsko vrijeme pomiče se sat vremena unaprijed i postaje "Moskovsko ljetnje vrijeme (MSD)" – UTC+4. Ipak, početkom 2011., ruski predsjednik Dmitrij Medvedev najavio je ukidanje zimskog računanja vremena.

### Klima
Moskva je u području umjerene kontinentalne klime (Köppenova klasifikacija klime Dfb) s toplim, donekle vlažnim ljetima i dugim, hladnim zimama. Uobičajene visoke temperature u toplim mjesecima lipnju, srpnju i kolovozu su oko 23 °C, ali tijekom valova vrućine koji mogu trajati tjedan ili dva (između svibnja i rujna), dnevne visoke temperature često dostižu 30 °C. Zimi, temperatura obično pada na oko −10 °C, iako može biti i toplijih razdoblja s temperaturama iznad 0 °C. Najviša temperatura ikad zabilježena iznosila je 38,2 °C na meteorološkoj stanici VVC i 39,0 °C u središtu Moskve 29. srpnja 2010., tijekom neuobičajenog vala vrućine na sjevernoj polutci. Prema novom prosjeku iz razdoblja 1981. – 2010., srednja temperatura u srpnju je 19,2 °C. Najniža ikada zabilježena temperatura bila je −42,2 °C u siječnju 1940. Prosječna godišnja temperatura (1981. – 2010.) je 5,8 °C, ali godina 2007. – 2008., godišnja temperatura bila je viša od 7 °C. Nasuprot tome, u prvoj polovici 20. stoljeća, u Moskvi je tijekom kasnih ljetnih mjeseci bilo laganog mraza. Snježni pokrivač (3-5 mjeseci godišnje) najčešće je prisutan od kraja studenog do sredine ožujka.
Mjesečna količina oborina kreće se između 35 mm i 85 mm, s nešto većom količinom ljetnih mjeseci. Radi značajne razlike u temperaturi između zimskih i ljetnih mjeseci, kao i ograničene fluktuacije u razini oborina tijekom ljeta, smatra se da je Moskva u zoni kontinentalne klime.
Moskva raspolaže s prosječno 1731 sunčanim satom godišnje, s varijacijama između 8 % u prosincu i 52 % od svibnja do kolovoza. Od 2004. do 2008., prosjek je bio između 1800 i 2000 sati.
| Klimatološki srednjaci za Moskvu            | Klimatološki srednjaci za Moskvu | Klimatološki srednjaci za Moskvu | Klimatološki srednjaci za Moskvu | Klimatološki srednjaci za Moskvu | Klimatološki srednjaci za Moskvu | Klimatološki srednjaci za Moskvu | Klimatološki srednjaci za Moskvu | Klimatološki srednjaci za Moskvu | Klimatološki srednjaci za Moskvu | Klimatološki srednjaci za Moskvu | Klimatološki srednjaci za Moskvu | Klimatološki srednjaci za Moskvu | Klimatološki srednjaci za Moskvu |
| mjesec                                      | sij                              | velj                             | ožu                              | tra                              | svi                              | lip                              | srp                              | kol                              | ruj                              | lis                              | stu                              | pro                              | godina                           |
| ------------------------------------------- | -------------------------------- | -------------------------------- | -------------------------------- | -------------------------------- | -------------------------------- | -------------------------------- | -------------------------------- | -------------------------------- | -------------------------------- | -------------------------------- | -------------------------------- | -------------------------------- | -------------------------------- |
| srednji maksimum, °C                        | −6,0                             | −3,9                             | 1,8                              | 10,6                             | 18,5                             | 22,4                             | 23,6                             | 21,7                             | 15,7                             | 8,3                              | 1,4                              | −3,2                             | 8,8                              |
| srednja dnevna temperatura, °C              | −8,3                             | −6,5                             | −2,0                             | 6,0                              | 13,4                             | 16,7                             | 18,6                             | 16,6                             | 11,2                             | 5,3                              | 0,2                              | −5,8                             | 5,3                              |
| srednji minimum, °C                         | −12,0                            | −11,0                            | −4,9                             | 1,9                              | 7,8                              | 11,9                             | 13,6                             | 12,7                             | 7,4                              | 2,5                              | −3,0                             | −8,2                             | 1,6                              |
| oborine, mm                                 | 51                               | 42                               | 36                               | 37                               | 51                               | 72                               | 78                               | 81                               | 68                               | 71                               | 54                               | 55                               | 709                              |
| Izvor: thermograph.ru Pogoda.ru Meteoweb.ru |                                  |                                  |                                  |                                  |                                  |                                  |                                  |                                  |                                  |                                  |                                  |                                  |                                  |

## Demografija

### Stanovništvo
Demonim za stanovnika Moskve je Moskvić. Prema popisu iz 2002., grad naseljava 10 382 754 ljudi, međutim, taj podatak uzima u obzir samo prijavljene stanovnike. Procjena 1. siječnja 2010., je 10 562 098 stanovnika. Istog datuma, stanovništvo Moskovske regije bilo je 17 314 776 stanovnika.
U vrijeme službenog popisa iz 2002., etnički sastav grada bio je: istočnoslavenski 9 121 573, 87,853 %  (ruski 8 808 009 [84.833 %], ukrajinski 253 644 [2,401 %], bjeloruski 59 353 [0,572 %]), kavkaski - ovisno o definiciji kavkaskih nacionalnih grupa - 326 385, [3,144 %] (armenski 124 425 [1,198 %], azerski 95 563 [0,920 %], gruzijski 54 551 [0,525 %], čečenski 14 481 [0,139 %], osetski 10 581 [0,102 %], povolški i permski narodi 217 467, [2,095 %] (tatarski 166 177 [1,600 %], mordvinski 23 970 [0,231 %], čuvaški 16 011 [0,154 %]), srednjeazijski 87 656, [0,844 %] (tadžički 35 385 [0,381 %], uzbečki 24 321 [0,234 %]), židovski (Aškenazi) 79 359, [0,764 %], azijski 0,84 %, neizjašnjeni 417 126, 4,018 %.
U službeni broj stanovništva Moskve ubrojeni su stanovnici sa stalnim boravkom. Prema ruskoj saveznoj službi za migracije, u Moskvi službeno živi i 1 800 000 povremenih stanovnika, s privremenim prebivalištem na temelju vize ili druge dokumentacije. Broj neslužbenih povremenih stanovnika, bez odgovarajuće dokumentacije, procjenjuje se na dodatnih milijun ljudi.
Radi niskog nataliteta i visoke stope mortaliteta, od pada Sovjetskog Saveza broj stanovnika Rusije smanjio se za oko 700 000 ljudi godišnje 2003., broj umrlih bio veći od broja rođenih za oko 49 400.
| Godina | Stanovništvo |
| ------ | ------------ |
| 1350.  | 30.000       |
| 1400.  | 40.000       |
| 1600.  | 100.000      |
| 1638.  | 200.000      |
| 1710.  | 160.000      |
| 1725.  | 145.000      |
| 1738.  | 138.400      |
| 1750.  | 130.000      |
| 1775.  | 161.000      |
| 1785.  | 188.700      |
| 1800.  | 250.000      |
| 1811.  | 300.000      |
| 1813.  | 215.000      |
| 1825.  | 241.500      |
| 1840.  | 349.100      |
| 1852.  | 373.800      |
| 1858.  | 336.400      |
| 1864.  | 351.600      |
| 1868.  | 416.400      |

| Godina | Stanovništvo |
| ------ | ------------ |
| 1871.  | 601.969      |
| 1886.  | 753.459      |
| 1891.  | 822.400      |
| 1897.  | 1.038.591    |
| 1900.  | 1.175.000    |
| 1908.  | 1.359.200    |
| 1912.  | 1.617.157    |
| 1915.  | 1.817.000    |
| 1920.  | 1.028.200    |
| 1926.  | 2.019.453    |
| 1936.  | 3.641.500    |
| 1939.  | 4.182.916    |
| 1956.  | 4.847.000    |
| 1959.  | 5.045.905    |
| 1970.  | 6.941.961    |
| 1979.  | 7.830.509    |
| 1989.  | 8.769.117    |
| 2002.  | 10.126.424   |
| 2010.  | 10.563.038   |

### Religija
Kršćanstvo je predominantna religija u gradu. Moskva je sjedište Ruske pravoslavne crkve,  Pravoslavlje je tradicionalna religija Rusije i prema zakonu donesenom 1997. smatra se dijelom ruske "povijesne baštine". Ostale religije zastupljene u Moskvi uključuju Islam, Protestantizam, Starovjernike i Judaizam.
Moskovski patrijarh, poglavar ruske Pravoslavne crkve, živi u Samostanu Danilov. Moskva je do 1917. nazivana "gradom 1600 crkava " ("город сорока сороков церквей"). Godine 1918. Rusija je postala sekularna država i vjera gubi svoju poziciju u društvu. Od raspada SSSR-a 1991. mnoge od uništenih crkava obnovljene su, te se mnogi ljudi vraćaju tradicionalnim religijama. Tako su komunističke vlasti 1931. godine srušile i zapalile katedralu Krista Spasitelja i na njenom mjestu izgradile bazene. Katedrala je ponovno sagrađena i završena 2000. godine.
Dok se muslimansko stanovništvo procjenjuje na 1,2 do 1,5 milijuna, u gradu su samo četiri džamije. Iako je izgradnja još jedne džamije odobrena na jugoistoku grada, aktivisti su blokirali gradnju. Neki nacionalisti pozivali su na "čistu Moskvu", bez Muslimana i stranaca.

## Obilježja grada

### Urbanizam
Specifični urbanistički razvoj ruskog glavnog grada počeo se nazirati još pri osnivanju grada u 12. stoljeću. Središnji dio Moskve rastao je povezivanjem s predgrađima u skladu sa srednjovjekovnim principima urbanog razvoja, te su jaki bedemi postupno gradeni duž kružnih ulica i novih susjednih naselja. Prve kružne obrambene zidine postavile su putanju današnjih prstenova, postavivši temelj za budući urbanistički razvoj grada. Kremlj, Zemljanoj gorod (Земляной город), bedemi Kamer-Koležskij, Vrtni prsten i mali željeznički prsten, svi su u određenim trenucima povijesti služili su za obranu grada. Od 1960-ih, kružna autocesta MKAD označava granice grada. Također, u obliku kruga izgrađena je i glavna moskovska metro linija, Prstenasta linija (Кольцевая линия), i tzv. treći automobilski prsten (Третье транспортное кольцо, ТТК), dovršen 2005. Stoga, karakteristično radijalno-kružno planiranje nastavlja definirati daljnji razvoj Moskve. Ipak, urbanizirano područje grada, zahvatilo je niz područja i izvan MKAD-a, kao Solncevo, Butovo i Zelenograd.

### Arhitektura
Arhitektura Moskve poznata je u cijelom svijetu. Najpoznatije su građevine crkva Vasilija Blaženog sa svojim čuvenim raznobojnim kupolama, katedrala Krista Spasitelja, niz nebodera poznatih kao Staljinovi neboderi i Moskovski Kremlj.
Dugo vremena, gradskim pejzažem dominirale su brojne pravoslavne crkve. Izgled grada značajno se promijenio u sovjetsko doba, uglavnom radi nastojanja Josifa Staljina da modernizira grad. Na njegov nalog izgrađene su široke avenije i prometnice, neke s više od deset traka, ali također je uništen i veliki broj povijesno značajnih arhitektonskih djela. Suharev toranj, kao i brojne palače i trgovine duž glavnih ulica, te razna djela sakralne arhitekture, kao što su Kazanjska Katedrala i katedrala Krista Spasitelja, sva su bila uništena tijekom Staljinove vladavine. Međutim, tijekom 1990-ih potonje dvije obnovljene su unatoč kritikama radi visokih troškova i upitne vjernosti prema originalnim predlošcima.
Arhitekt Vladimir Šuhov, u ranim fazama sovjetske Rusije projektirao je nekoliko moskovskih znamenitosti. Šuhovljev toranj, samo jedna od mnogih Šuhovljevih hiperboloidnih struktura, izgrađen je kao radio odašiljač između 1919. i 1922. Trenutno pod prijetnjom rušenja, toranj je na vrhu UNESCO-ovog popisa ugroženih zgrada, te međunarodna kampanja nastoji spasiti građevinu. Projektirao je i prostrane duguljaste trgovačke galerije, od kojih je najpoznatija robna kuća GUM na Crvenom trgu, pokrivena inovativnim metalno-staklenim svodovima. Šuhov je ostavio dubok trag na konstruktivističkoj arhitekturi rane sovjetske Rusije.
Staljinu se također pripisuje i izgradnja niza nebodera prema istom predlošku. Kao istaknuta karakteristika moskovskog gradskog krajolika, njihov impozantan oblik navodno je nadahnut općinskom zgradom na Manhattanu u New Yorku, te je takav stil, s razrađenim eksterijerima i velikim središnjim tornjem, opisan kao staljinistička gotička arhitektura. Svih sedam nebodera može se vidjeti s većine uzvisina u gradu. Među najvišim su građevinama u središnjoj Moskvi, osim tornja Ostankino, koji je 1967. kada je dovršen, bio najviša građevina u svijetu, dok je danas četvrta najviša nakon nebodera Burj Khalifa u Dubaju, tornja Kanton u Guangzhou i tornja CN u Torontu.
Sovjetska politika osiguravanja obaveznih stanova za svakog građanina, i brzi rast stanovništva Moskve, dovela je do izgradnje velikih, jednoličnih stambenih blokova, koji se često mogu razlikovati po godini, tehnici, i stilu izgradnje. Većina ih datira iz post-staljinskog doba, stilovi su često nazvani po tadašnjim vođama (Hruščov, Brežnjev, itd.) i uglavnom su loše održavani. 
Izgradnja Staljinovog doba, najčešće u centru grada, masivna je i obično ukrašena socrealističkim motivima koji imitiraju klasične teme. Međutim, manje crkve, gotovo uvijek pravoslavne, razmještene diljem grada, pružaju uvid u stil izgradnje iz prošlosti. U Starom Arbatu, popularnoj turističkoj ulici, nekadašnjem srcu boemskog kraja, sačuvana je većina zgrada s početka 20. stoljeća. Mnoge zgrade izvan glavnih ulica unutrašnjeg grada (iza fasada Tverske ulice, na primjer) primjeri su buržoaske arhitekture karakteristične za doba carske Rusije. Palača Ostankino, Kuskovo, Uzkoje, i drugi veliki posjedi izvan Moskve izvorno su pripadali velikašima iz carskog doba, dok su neki samostani i manastiri u gradu i izvan njega, otvoreni za posjetitelje i turiste.
Nastoji se obnoviti mnoge od najbolje očuvanih primjera pred-sovjetske arhitekture, te se takve obnovljene građevine lako primjećuju radi novih blještavih boja i besprijekoranih fasada. Postoji također nekoliko istaknutih primjera rane sovjetske avagarde, kao što su kuća arhitekta Konstantina Meljnikova u rajonu Arbat. Mnoge od tih obnova našle su se na udaru kritika radi nepoštovanja povijesne autentičnosti. Fasadizam se također 
obilno primjenjuje. Kasnije zanimljivi primjeri sovjetske arhitekture obično su obilježeni svojim impresivnim dimenzijama i polumodernizmom, kao projekt Novi Arbat, poznat po većem rušenju povijesne četvrti na lokaciji projekta.
Gradski pejzaž ubrzano se modernizira izgradnjom nekoliko novih nebodera. U posljednjih nekoliko godina, gradska uprava bila je kritizirana radi većih rušenja u mnogim povijesnim četvrtima, provedenih radi ubrzane izgradnje novih objekata. Druge povijesne građevine, uključujući znamenitosti kao hotel Moskva iz 1930. i robna kuća Vojentorg iz 1913., srušene su i ponovno rekonstruirane, s neizbježnim gubitkom povijesne vrijednosti. Kritičari također krive vladu radi neprimjenjivanja zakona o zaštiti kulturnih dobara: u posljednjih 12 godina više od 50 objekata sa statusom spomenika porušeni su, od kojih neki datiraju iz 17. stoljeća. Neki se kritičari također pitaju nije li se novac za rekonstrukciju srušenih zgrada mogao iskoristiti za renoviranje propadajućih objekata, uključujući brojna djela arhitekta Konstantina Meljnikova i metro stanicu Majakovskaju. Neke organizacije, kao Moskovsko društvo očuvanja arhitekture i Save Britain's Heritage. nastoje privući međunarodnu pozornost na ove probleme.

### Znamenitosti
- Moskovski kremlj (Московский Кремль) je najpoznatiji ruski kremlj, povijesno utvrđeno središte Moskve na malom brežuljku iznad rijeke Moskve u blizini Crvenog trga. Uključuje nekoliko palača, četiri crkve, kongresnu dvoranu, zidine i kule, te niz znamenitosti, između ostalih palaču senata, službenu rezidenciju Predsjednika Rusije i ranije lidera Sovjetskog Saveza, veliku kremaljsku palaču, oružarnu, arsenal, Car top, Car zvono, itd. Prostor kremlja, na blagoj uzvisini kraj rijeke, obuhvaćao je prvo izvorno naselje grada Moskve, prirodno utvrđenje koje je stanovništvu davalo veliku prednost u obrani svog naselja. Tako povoljna geostrateška pozicija bila je presudna da se naselje razvije u tako snažno gradsko središte, dominantno nad susjedima i konkurentskim gradovima. Već sredinom 12. stoljeća podignut je drveni bedem s istočne, najslabije zaštićene strane naselja, koji je spajao obale rijeka Moskve i Negline, te je po prvi puta uobličen i danas prepoznatljiv kremaljski utvrđeni trokut. Godine 1589. izgrađen je zid oko novopripojenog naselja koje se razvilo sjeverno od Kremlja, nazvanog Belgorod. U tadašnjim se izvještajima za utvrđeno sjedište cara u samom središtu Moskve upotrebljava naziv "Kremlj", koji se koristi i danas. Tijekom više od osam stoljeća, izgled Kremlja više se puta mijenjao, Za današnji izgled najzaslužniji su Ivan I., Ivan III., Katarina II. i Nikola I. Velika kremaljska palačaCar top, izložen unutar Kremlja Prvi veliki kremaljski vladar bio je Ivan I. (1328. – 1340.), koji je od Zlatne Horde uspio dobiti titulu velikog kneza Rusije i funkciju sakupljača poreza. Za vrijeme svoje vladavine izgradio je prve crkve i hramove u samom kompleksu Kremlja i obnovio i osnažio bedeme. Umjesto borovih klada, Ivan III. podigao je masivne zidine od hrastovih stabala i kule koje su služile kao osmatračnice. Crkva Spasitelja jedina je od građevina iz te i starijih faza razvoja Kremlja koja je uspjela da se održi i do danas. Veliki knez Dimitrije I. Donski postavio je 1367. temelje prvim kamenim zidinama Kremlja. Dimitrijeve zidine probijene su već 1368. prilikom tatarske opsade Moskve. kada je uništeno sve unutar i u okolici Kremlja. Razaranje i pustošenje je bilo skoro potpuno, kremaljske crkve i dvorci i svi važni pisani dokumenti iz tog i ranijeg perioda bili su spaljeni, a moskovska naselja potpuno uništena. Međutim, usprkos tom strašnom razaranju Kremlj je brzo obnovljen a nove građevine, podignute na temeljima starih, bile su bogato ukrašene freskama i pozlatama najboljih tadašnjih zanatlija i slikara kao Teofana, Prohora i Andreja Rubljova. Ivan III. na svoj je dvor doveo mnoge rimske i carigradske arhitekte, slikare, pisce i druge majstore raznih grana umjetnosti, te je u Kremlj prenijeta mješavina bizantskog i talijanskog kulturnog utjecaja, što se odrazilo i na izgled same tvrđave. Godine 1485., započela je velika rekonstrukcija Kremlja. Prema projektu talijanskog arhitekta Aristotela Fioravantija podignut je novi zid od crvene opeke s osamnaest kula, koji stoji i danas. Postavši u 15. stoljeću sjedištem careva, Kremlj je dobio monumentalan izgled, stvaran rukama najvećih majstora svog vremena. Osnovni oblik, iz doba Ivana III. i Vasilija III., održao se tijekom narednih stoljeća unatoč većem broju izmjena, rušenja i novih gradnji, koje ipak nisu izmijenile osnovnu strukturu. Petar Veliki bio je prvi ruski vladar koji je nakon četiri stoljeća, 1713., sjedište trona premjestio iz Moskve u novu prijestolnicu Sankt Peterburg. Nakon preseljenja sovjetske vlade u Kremlj 1918., sve do 1955. bio je zatvoren za javnost. U to doba neki su od vjerskih objekata srušeni, te su na njihovom mjestu podignuti zgrada vojne škole i kongresna dvorana.
- Crkva Vasilija Blaženog (Храм Василия Блаженного), Crkva Vasilija blaženogcrkva je na Crvenom trgu koju je između 1550. i 1560. godine dao izgraditi Ivan IV. Grozni. Izgradili su je arhitekti Barma i Postnik. Sastoji se od osam manjih crkava okupljenih oko jedne glavne. Središnja, glavna crkva, omeđena je četirima osmerokutnim crkvama na glavnoj osi i još četirima – dvjema četverokutnim i dvjema nepravilnog oblika – na dijagonalama tornja glavne građevine, koji ima oblik šatora, s maštovitim šarolikim kupolama koje su imale izrazito visoke tambure i vrhove u obliku lukovice.
- Katedrala Krista Spasitelja (Храм Христа Спасителя) je saborni hram Ruske pravoslavne crkve. Prvobitni hram podignut je u čast pobjede ruskog naroda nad Napoleonom, prema projektu arhitekta Konstantina Tona. Zdanje iz 19. stoljeća srušeno je 1931. godine, radi izgradnje nikad dovršene palače Sovjeta. Hram je obnovljen od 1990. do 2000. prema crtežima i starim fotografijama.
- Boljšoj teatr (Большой театр), hrv. "veliko kazalište", čuveno je kazalište izgrađeno 1824. prema projektu arhitekta Josepha Bovéa. Boljšoj balet i Boljšoj opera među najstarijim su i najboljim baletskim i opernim ansamblima na svijetu. Teatar je začetnik Boljšojske baletske Akademije, vodeće svjetske škole baleta.
- Staljinovi neboderi (Сталинские высотки), grupa od sedam nebodera izgrađenih između 1947. i 1953. u tzv. staljinističkom stilu, elaboriranoj kombinaciji baroka i gotike tehnologijom izgradnje američkih nebodera. Izgrađeni su za razne namjene, od hotela i stambenih zgrada, do čuvene glavne zgrade univeziteta Lomonosov.
- Crveni trg (Красная площадь) najpoznatiji moskovski gradski trg. Odvaja Kremlj od stare povijesne trgovačke četvrti Kitaj-gorod. Smatra se središnjim moskovskim trgom i srcem cijele Rusije. Osim Kremlja, na Crvenom trgu nalaze se i crkva Vasilija blaženog i Lenjinov mauzolej. God. 1991., zajedno je s Kremljem, uvršten na UNESCO-ov popis svjetske baštine.[45][46]
- Novodjevičanski manastirNovodjevičanski manastir (Новоде́вичий монасты́рь), jedan od najpoznatijih manastira i klaustara u Moskvi i cijeloj Rusiji. Godine 2004. godine upisan je na UNESCO-ov popis mjesta svjetske baštine u Europi.
- Crkva Uzašašća u Kolomenskoju (Церковь Вознесения в Коломенском) je crkva izgrađena 1532. u Kolomenskoju, bivšem carskom posjedu nekoliko kilometara jugoistočno od središta Moskve. Smatra se prvom izgrađenom crkvom ruske arhitekture. Godine 2004. godine upisana je na UNESCO-ov popis mjesta svjetske baštine u Europi.
- Toranj Ostankino (Останкинская телебашня), radiotelevizijski toranj izgrađen 1967. od prednapregnutog armiranog betona. Visok 540 m, kada je izgrađen bila je to najviša građevina na svijetu.
- Spomenik osvajačima svemira (Монумент Покорителям космоса), dio je Memorijalnog muzeja kozmonautike. 107 metarski titanijski obelisk, u obliku ispuha raketnog motora, podignut je 1964. u čast sovjetskih postignuća u svemirskim istraživanjima.

#### Parkovi
U gradu ima 96 parkova i 18 vrtova, uključujući 4 botanička vrta, 450 km² zelenih površina i 100 km² šuma. U usporedbi s drugim gradovima podjednake veličine u Zapadnoj Europi i Americi, Moskva je vrlo zelen grad, s prosječno 27 m² zelenila po glavi stanovnika, dok je u Parizu, 6 m², u Londonu 7,5 m² i New Yorku 8,6 m² zelenila po glavi stanovnika.
Centralni park kulture i odmora, nazvan po Maksimu Gorkom, otvoren je 1928. Glavni dio (689 000 m²) uz rijeku Moskvu sadrži dječje atrakcije (uključujući panoramski kotač, jezerce s čamcima i vodenim biciklima), plesove, teniske terene i druge sportske sadržaje. Graniči s parkom Neskučni (408 000 m²), najstarijim parkom u Moskvi i bivšom carskom rezidencijom, nastalim spajanjem tri imanja u 18. stoljeću. Park uključuje zeleni teatar, jedan od najvećih otvorenih amfiteatara u Europi kapaciteta do 15 000 ljudi.
Izmajlovski Park, kreiran 1931., zajedno s Richmond Parkom u Londonu jedan od najvećih urbanih parkova u svijetu. Površine 15,34 km² šest je puta veći od Central Parka u New Yorku.
Park Sokolniki, nazvan po lovu sa sokolima koji se tamo održavao u prošlosti, jedan je od najstarijih parkova u Moskvi, površine 6 km². Od središnjeg kruga s velikom fontanom šire se puteljci s redovima breze, javora i brijesta. Labirint sastavljen od zelenih staza, nalazi se iza jelenovih jezeraca. 
Nacionalni park Losinij ostrov (otok losova), ukupne površine više od 116 km², graniči s parkom Sokolniki i prvi ruski nacionalni park. Također je poznat i kao "gradska tajga".
Moskovski botanički vrt Nikolaj Cicin, osnovan 1945., najveći je u Europi. Obuhvaća područje od 3,61 km² pokraj Sveruskog izložbenog centra i sadrži živu izložbu više od 20 tisuća različitih vrsta biljaka iz različitih dijelova svijeta i znanstveno istraživački laboratorij. Također sadrži rozarij s 20 tisuća ružinih grmova, dendrarij, hrastovu šumu s prosječnom dobi stabala većom od 100 godina, kao i staklenik na više od 5000 m².
Sveruski izložbeni centar (Всероссийский выставочный центр), nekad poznat kao Svesavezna poljoprivredna izložba (VSKhV), i kasnije kao Izložba dostignuća nacionalne ekonomije (VDNKh), jedan je od najistaknutijih primjera monumentalne arhitekture sovjetskog doba. U velikim prostorima rekreacijskog parka nizovi su elaboriranih paviljona, od kojih svaki predstavlja ili granu sovjetske industrije i znanosti, ili jednu od sovjetskih republika. Iako je tijekom 1990-ih bio,
donekle još uvijek jest, zloupotrebljen kao divovski trgovački centar (većina se paviljona iznajmljuje malim trgovcima), još uvijek zadržava većinu svojih arhitektonskih znamenitosti, uključujući i dvije monumentalne fontane ("kameni cvijet" i "prijateljstvo naroda") i panoramsko kino.
Park jorgovana, osnovan 1958., poznat je po permanentnoj izložbi skulptura i velikom rozariju.
Kraj nove Tretjakovske galerije nalazi se park sa skulpturama nazvan "groblje palih spomenika" sa zbirkom statua iz vremena Sovjetskog Saveza, uklonjenih nakon raspada države.
Druge popularne atrakcije uključuju moskovski zoološki vrt, koji sadrži skoro 1000 vrsta životinja i više od 6500 jedinki. Svake godine, zoološki vrt privlači više od 1,2 milijuna posjetitelja. Mnogi moskovski parkovi i uređeni vrtovi zaštićena su prirodna područja.

## Kultura
Jedan od najznačajnijih umjetničkih muzeja u Moskvi je Galerija Tretjakov, koju je osnovao Pavel Tretjakov, bogati mecena koji je gradu donirao veliku privatnu zbirku. Tretjakovska galerija smještena je u dvije zgrade, staroj i novoj galeriji. Stara Tretjakovska galerija sadrži djela klasične ruske tradicije, kao radove čuvenog slikara Ilije Rjepina, i djela ranih ruskih slikara ikona, kao rijetke originale Andreja Rubljova s početka 15. stoljeća. Nova Tretjakovska galerija, osnovana u sovjetsko doba, uglavnom sadrži djela sovjetskih i nekoliko suvremenih umjetnika, ali ima i ponešto zajedničkog sa starom galerijom u postavi umjetnosti početka 20. stoljeća. Nova galerija uključuje i malu rekonstrukciju spomenika trećoj internacionali Vladimira Tatljina i izbor drugih avangardnih djela umjetnika kao što su Kazimir Maljevič i Vasilij Kandinski.
Također značajan muzej u Moskvi je i Državni muzej lijepih umjetnosti Aleksandra Puškina, kojeg je između ostalih osnovao i otac Marine Cvetajeve. Svojim konceptom, Puškinov muzej sličan je British Museumu u Londonu, zbirke su presjek svjetske civilizacije, s mnogim odlijevima antičkih skulptura. Ipak, sadrži i poznate slike iz svih većih zapadnih razdoblja umjetnosti, kao djela Claudea Moneta, Paula Cézannea i Pabla Picassa.
Državni povijesni muzej Rusije (Государственный Исторический музей) smješten je između Crvenog i Manježnog trga. Raspolaže s kolekcijama u rasponu od predmeta pretpovijesnih plemena koja su nastanjivala današnju Rusiju, do umjetničkih djela neprocjenjive vrijednosti stečenih od strane pripadnika dinastije Romanov, ukupno nekoliko milijuna eksponata. Politehnički muzej (Политехнический музей), osnovan 1872., najveći je tehnički muzej u Rusiji, s velikom postavom povijesnih izuma i tehnoloških dostignuća, uključujući i humanoidnog automata iz 18. stoljeća i prva sovjetska računala. Zbirka sadrži više od 160 000 eksponata. Muzej-panorama Borodinske bitke na Kutuzovskoj aveniji, posjetiteljima pruža priliku iskustva na bojnom polju s dioramom od 360°. Muzej je dio velikog povijesnog memorijala u spomen pobjede u ratu protiv Napoleonove vojske 1812., koji uključuje i slavoluk podignut 1827., i vojni muzej sa statuama i vojnom opremom.
Moskva je također jedno od središta scenske umjetnosti u Rusiji, uključujući balet i film. U gradu djeluju 93 kazališta, 132 kinematografa i 24 koncertne dvorane, među kojima se posebno ističu čuveni Boljšoj teatar, te Mali teatar, Vahtangov teatar i Moskovski umjetnički teatar.
Tijekom sezone repertoari su opsežni i moderne interpretacije klasičnih opera i kazališnih djela vrlo česte.
Moskovski međunarodni dom glazbe (Московский международный Дом музыки), otvoren 2003., poznat je po izvedbama klasične glazbe. U svetlanovskoj dvorani nalaze se najveće orgulje u Rusiji.
U Moskvi djeluju i dva velika cirkusa, Veliki moskovski državni cirkus i Moskovski cirkus na Cvjetnom bulevaru "Jurij Nikulin".
Sovjetski filmovi obilježili su povijest filma te je studio Mosfilm bio centar snimanja mnogih sovjetskih klasičnih filmova. Međutim, unatoč trajnoj prisutnosti i ugledu međunarodno priznatih ruskih filmaša, nekad vrlo aktivni studiji danas se znatno manje koriste. Manje poznati i povijesni filmovi prikazuju se u kinu Salut, gdje se redovno prikazuju filmovi iz fonda Muzeja kinematografije.
Državni muzej arhitekture "Šusev", nazvan po arhitektu Alekseju Šusevu, nalazi se u blizini Kremlja.

### Šport
Moskva raspolaže velikim brojem različitih sportskih objekata: 63 stadiona (osim 8 nogometnih i jedanaest atletskih staza), od kojih je Stadion Lužniki najveći i četvrti najveći u Europi (bio je domaćin Kupa UEFA 1998./99., finala Lige prvaka 2007./08. i Olimpijskih igara 1980.). Osim stadiona, još 40 sportskih kompleksa nalazi se u Moskvi, uključujući i 24 s umjetnim ledom. Olimpijski sportski kompleks (спортивный комплекс "Олимпийский") bila je prva dvorana na svijetu za bendi i triput domaćin svjetskog prvenstva u bendiju. Također, u gradu se nalazi i 7 staza za konjičke utrke, od kojih je najveći Centralni moskovski hipodrom (Центральный Московский ипподром), osnovan 1834.
Moskva je bila domaćin Olimpijskih igara 1980. Veliki sportski objekti i glavna međunarodna zračna luka, Šeremetjevo 2, bili su izgrađeni u sklopu priprema za Olimpijske igre 1980. Moskva se također kandidirala za OI 2012., međutim, nije izabrana na završnom glasanju godine 2005.
Od niza značajnih moskovskih sportskih klubova, posebno se ističu: klubovi hokeja na ledu HK CSKA Moskva, najtrofejnija ekipa u Sovjetskom Savezu i Svijetu, HC Dinamo Moskva, drugi najtrofejniji klub u SSSR-u i HC Spartak Moskva, košarkaški klubovi PBK CSKA Moskva, najtrofejnija sovjetska, ruska i jedna od najtrofejnijih ekipa Eurolige, i MBK Dinamo Moskva, odbojkaški klub CSKA Moskva OK, najtrofejnija ekipa SSSR-a i Europe, nogometni klubovi FK Spartak Moskva, klub s najvećim brojem naslova u Ruskoj Premijer ligi i druga najtrofejnija momčad u SSSR-u nakon Dinama iz Kijeva, PFK CSKA Moskva, prva ruska ekipa koja je osvojila Kup UEFA, FK Lokomotiv Moskva i FK Dinamo Moskva. Također, iz Moskve je i najveći broj šahovskih prvaka SSSR-a i Rusije.
Moskva je dom nekoliko istaknutih klubova jednako uspješnih u nogometu, hokeju na ledu, košarci i mnogim drugim sportovima. To je uvjetovano činjenicama da su sportske organizacije u Sovjetskom Savezu bile su vrlo centralizirane, i da su dva najbolja kluba predstavljala oružane snage (CSKA) i ministarstvo unutarnjih poslova (Dinamo). Zahvaljujući selekciji igrača kroz cijeli SSSR (u većini su gradova djelovale momčadi vojske i policije) i moskovskom sjedištu vojske, policije i njihovih sportskih klubova, CSKA i Dinamo bili su najprestižniji i najuspješniji klubovi u zemlji.
U Moskvi se održava godišnji, prestižni teniski turnir Kup Kremlja (Кубок Кремля, Kremlin Cup), za tenisače i tenisačice. Jedan od deset Tier-I događaja tijekom WTA sezone. Radi hladne lokalne klime, zimski športovi vrlo su popularni, mnogi od velikih parkova u gradu imaju označene staze za skijaše i ledene površine za klizače.
Međunarodna športska natjecanja: 
- od 17. srpnja do 3. kolovoza 1980. – Ljetne olimpijske igre 1980.
- od 10. do 18. kolovoza 2015. – 14. svjetsko prvenstvo u atletici.
- od 14. lipnja do 15. srpnja 2018. – Svjetsko prvenstvo u nogometu – Rusija 2018. – na Stadionu Lužniki i Otkrytie Areni

### Noćni život i kupovina
Moskva je poznata po uzbudljivom noćnom životu, te danas u gradu djeluju mnogi među najvećim noćnim klubovima u svijetu. Glavna i jedna od najpopularnijih zona noćnog života je oko Tverske ulice, koja je također i jedna od glavnih trgovačkih ulica u gradu. U obližnjem Tretjakovskom prolazu u Kitaj-gorodu, nalaze se luksuzne trgovine kao Bulgari, Tiffany & Co., Armani, Prada i Bentley. Moskva ima mnogo trgovačkih centara. Najpoznatiji su povijesni GUM (Главный универсальный магазин) i CUM (Центральный Универсальный Магазин) u središtu grada, dok najveći uključuju Europski trgovački centar (Evropejskij) u blizini kijevskog željezničkog terminala, centar Atrium (ТРК Атриум) kraj kurskog terminala, i lanac trgovačkih centara Mega (МЕГА) uglavnom smještenih izvan kružne autoceste MKAD. U moskovskoj oblasti također se nalaze i 3 velika trgovačka centra IKEA.

## Administrativna podjela i uprava

### Nacionalna vlada
Moskva je sjedište nacionalne vlade Ruske Federacije. U središtu grada, u Centralnom administrativnom okrugu, nalazi se Moskovski Kremlj, u kojem je službena rezidencija predsjednika Rusije, kao i mnogih institucija državne vlasti, uključujući više vojnih zapovjedništva i sjedište moskovskog vojnog okruga. Moskva je jedan od samo dva ruska savezna grada (drugi je Sankt Peterburg). Između 83 federalna subjekta, Moskva je najnaseljeniji i najmanji površinom. Također, Moskva se nalazi unutar središnje ekonomske regije, jedne od dvanaest regija sa sličnim gospodarskim karakteristikama.

### Lokalna vlast i administrativna podjela
Na čelu grada je gradonačelnik, trenutno, od 2010., Sergej Sobjanjin. Moskva je podijeljena na 10 administrativnih okruga i 125 rajona.
Osim rajona, postoje i teritorijalne jedinice s posebnim statusom. Tu se obično uključuju područja s malim ili bez stalnog stanovništva, kao što je Sveruski izložbeni centar, botanički vrt, veliki parkovi i industrijske zone. U posljednjih nekoliko godina, neka područja pripojena su raznim okruzima. U Moskvi ne postoje etnički određene regije, kao kineske četvrti u nekim gradovima Sjeverne Amerike i Istočne Azije. Premda rajoni nisu raspoređeni po prihodima, područja koja su bliže centru grada, stanicama metroa i zelenim površinama, smatraju se prestižnijim.
U Moskvi svoja sjedišta imaju i neka od upravnih tijela Moskovske oblasti, iako je grad zasebna federalna jedinica.

## Ekonomija

### Općenito
Moskva je jedna od najvećih gradskih ekonomija u Europi, te obuhvaća oko 24 % ruskog BDP-a. Do 2008., moskovska ekonomija dosegla je 8,44 bilijuna rubalja (340 milijardi dolara ili 459 milijardi dolara prilagođenog PKM-u).
Moskva ima najnižu stopu nezaposlenosti od svih ruskih federalnih subjekata, sa samo 1 % 2010., u odnosu na nacionalni prosjek od 7 %. Prosječna mjesečna plaća u gradu je 41 600 rubalja (1070 €), što je gotovo dvostruko više od nacionalnog prosjeka od 21 800 rubalja (560 €), kao četvrta najveća prosječna plaća među saveznim subjektima Rusije.
Moskva je neosporno financijsko središte Rusije, sjedište najvećih banaka u zemlji i mnogih najvećih tvrtki, kao što je najveća ruska kompanija Gazprom – najveća svjetska kompanija za prirodni plin. Moskva obuhvaća 17 % ukupne maloprodaje u Rusiji i 13 % svih aktivnosti u građevinarstvu.
Nakon ruske financijske krize 1998., razni poslovni sektori u Moskvi pokazali su eksponencijalnu stopu rasta. Mnogi novi poslovni centri i poslovne zgrade izgrađene su u posljednjih nekoliko godina, ali u Moskvi ipak još uvijek nedostaje uredskog prostora. Radi toga, mnogi bivši industrijski i istraživački objekti adaptiraju se u uredske prostore.
Godine 2008., u Moskvi je živjelo 74 milijardera s prosječnim bogatstvom od 5,9 milijarde američkih dolara, Međutim, 2009., u Moskvi je nakon recesije živjelo samo 27 milijardera. Prema Forbesu, u Moskvi 2011. živi 79 milijardera, više nego u bilo kojeg drugom gradu na svijetu. Na vrhu popisa najbogatiji je Mihail Prohorov s 9,5 milijardi američkih dolara većinom u hidrogenskoj energiji, nanotehnologiji, tradicionalnoj energiji i plemenitim metalima, ispred čuvenog Romana Abramoviča s 8,5 milijardi većinom u rudarstvu i čeličanama.

### Industrija
Najznačajnije su industrije u Moskvi kemijska, metalurška, prehrambena, tekstilna, industrija namještaja, energetska, softverska i proizvodnja strojeva.
Tvornica Mil (Московский вертолётный завод имени М. Л. Миля) jedan je od vodećih proizvođača vojnih i civilnih helikoptera u svijetu. Državni istraživački i proizvodni svemirski centar Hruničev (ГКНПЦ имени М. В. Хруничева) proizvodi raznu svemirsku opremu, uključujući module za svemirske stanice Mir, Saljut i ISS, kao i lansirne rakete Proton i vojne interkontinentalne balističke projektile. Projektni biroi zrakoplovnih tvrtki Suhoj, Iljušin, Mikojan, Tupoljev i Jakovljev nalaze se u Moskvi. Također, u Moskvi se nalaze i automobilske industrije ZiL i AZLK, i željezničke tvornice Vojtovič i Metrovagonmaš. Tvornica Poljot (Полёт) proizvodi pouzdane vojne, profesionalne i sportske satove (Jurij Gagarin na svom putovanju u svemir nosio je sat te tvrtke). U gradu djeluju sjedišta više softverskih kompanija, uključujući 1C Company, ABBYY, Akella i Kaspersky Lab.
Elektrozavod, prva je tvornica transformatora u Rusiji. Destilerija Kristal, najstarija u Rusiji, proizvodi razne vrste votke, dok se širok asortiman vina proizvodi u nekoliko Moskovskih tvornica vina, uključujući Vinariju Mežrespublikanski vinzavod (Межреспубликанский винзавод). Moskovska tvornica nakita (Московский Ювелирный Завод) značajan je proizvođač nakita u Rusiji. Neposredno izvan grada nalaze se mnoge druge industrije, kao i više mikroelektroničkih industrija u Zelenogradu.
Radi poboljšanja ekološkog stanja u gradu, neke industrije sada se sele izvan Moskve. Ipak, grad Moskva i dalje je jedno od velikih ruskih industrijskih središta.

### Troškovi života
Cijene nekretnina u Moskvi uglavnom rastu. Prosječna je cijena kvadratnog metra u predgrađu grada 2800€, ili 4500-5600€ u elitnoj četvrti. Cijena ponekad može premašiti 28 000€ po kvadratnom metru. Mjesečni najam jednosobnog stana iznosi oko 1800€, a najam ateljea u centru oko 1000€.
Godine 2006., Moskva je bila najskuplji grad na svijetu za strane zaposlenike, ispred uobičajeno prvoplasiranog Tokija, radi stabilne rublje i povećanja cijena stanova u gradu. Moskva je prema istom istraživanju također zauzela prvo mjesto 2007. i 2008., međutim Tokyo je pretekao Moskvu kao najskuplji grad na svijetu, s Osakom na drugom mjestu i Moskvom i trećem. Kritičari ovog istraživanja tvrde da je uzeta u obzir samo uvozna ili ekskluzivna roba, dok nisu računate neke usluge koje su u Rusiji daleko jeftinije, npr. osoblje za kućanstva, vozači, dadilje, itd.

## Znanost i obrazovanje
U Moskvi ima 1696 srednjih škola i 91 fakultet. Osim toga, tu su 222 institucije visokog obrazovanja, uključujući 60 državnih sveučilišta i 
čuveno državno sveučilište Lomonosov, osnovano 1755. Glavna zgrada sveučilišta nalazi se na Vrapčevim Brdima, visoka je 240 m, te je u vrijeme svoje izgradnje bila najviša zgrada na svijetu izvan Sjedinjenih Država. Sveučilište pohađa preko 30 000 redovnih i 7000 postdiplomskih studenata koji na raspolaganju imaju 29 fakulteta i 450 sveučilišnih odjela. Dodatno, na univerzitetima pohađa tečajeve oko 10 000 srednjoškolaca, a istraživačkim se radom bavi oko 2000 ljudi. Biblioteka univerziteta Lomonosov sadrži više od devet milijuna knjiga, što je čini jednom od najvećih knjižnica u Rusiji. Veliki ugled sveučilišta u međunarodnoj akademskoj zajednici potvrđuje i činjenica da je na Lomonosovu diplomiralo 11 000 međunarodnih studenata.
Moskva, kao jedno od glavnih financijskih središta Ruske Federacije i ZND-a, poznata je po svojim poslovnim školama, među najboljima su Financijski univerzitet pri vladi Ruske Federacije, Ruski ekonomski univerzitet Plehanov, Ruska ekonomska škola, Državni univerzitet menadžmenta i Nacionalno istraživačko sveučilište – Visoka ekonomska škola, s akademskim stupnjevima u manadžmentu, financijama, računovodstvu, marketingu, ekonomskoj teoriji i Masters programima i MBA različitih koncentracija. Većina tih instituta svoje podružnice imaju i u drugim dijelovima Rusije i raznim zemljama širom svijeta.
Državni tehnički univerzitet Bauman (МГТУ им. Н. Э. Баумана), osnovan 1830., pohađa više od 18 000 redovnih i 1000 postdiplomskih studenata, te od 1991. prima do 200 stranih studenata.
Moskovski konzervatorij, osnovan 1866., istaknuta je glazbena škola koju su završili Sergej Rahmanjinov, Aleksandr Skrjabin, Aram Hačaturjan, Mstislav Rostropovič, i Alfred Schnittke.
Sveruski državni kinematografski univerzitet Gerasimov (ВГИК), osnovan 1919., najstarija je obrazovna kinematografska institucija na svijetu. Sergej Ejzenštejn, Vsevolod Pudovkin i Aleksej Batalov bili su među najistaknutijim profesorima univerziteta, kojeg su između ostalih završili Mihail Vartanov, Sergej Parajanov, Andrej Tarkovski, Nikita Mihalkov, Eldar Rjazanov, Aleksandr Sokurov, Jurij Norštejn, Aleksandr Petrov, Vasilij Šukšin i Konrad Wolf.
Moskovski državni institut međunarodnih odnosa, osnovan 1944., najpoznatija je ruska škola diplomacije, sa šest različitih škola usredotočenih na međunarodne odnose. Pohađa ga oko 4500 studenata, dok biblioteka instituta sadrži preko 700 000 svezaka.
Između ostalih obrazovnih institucija ističu se Moskovski institutu za fiziku i tehnologiju, poznat i kao Fizteh (Физтех), Moskovski zrakoplovni institut, Moskovski autocestovni institut (Državni tehnički univerzitet) i Nacionalni univerzitet za nuklearna istraživanja (Moskovski inženjersko-fizički institut). Moskovski institut za fiziku i tehnologiju iznjedrio je mnoge dobitnike Nobelove nagrade, uključujući Petra Kapicu, Nikolaja Semjonova, Lava Landaua i Aleksandra Prohorova. U Moskvi se nalazi i najviša ruska vojna škola, Kombinirana vojna akademija oružanih snaga Ruske Federacije.
Moskva je jedno od najznačajnijih znanstvenih središta u Rusiji. Sjedište Ruske akademije znanosti, kao i brojnih istraživačkih instituta i institucija primijenjene znanosti nalaze se u Moskvi, uključujući Kurčatovski institut, vodeće ruske institucije za istraživanje i razvoj u nuklearnoj energiji, gdje je izrađen prvi nuklearni reaktor u Europi, Instituta teorijske fizike Landau, Instituta za teorijsku i eksperimentalnu fiziku Alihanov, Instituta za fizičke probleme Kapica i Matematičkog instituta Steklov.
U gradi ima 452 knjižnice, uključujući i 168 dječjih. Ruska državna biblioteka, osnovana 1862., nacionalna je knjižnica Rusije i jedna od najvećih u svijetu. Sadrži preko 275 kilometara polica i 42 milijuna svezaka, uključujući više od 17 milijuna knjiga, 13 milijuna časopisa, 350 000 partitura i zvučnih zapisa, i 150 000 karata. Oko 29 % zbirke obuhvaća dokumente na 247 različitih jezika.
Javna državna povijesna knjižnica Rusije, osnovana 1863., najveća je knjižnica specijalizirana za povijest Rusije. Zbirka sadrži 4 milijuna svezaka na 112 jezika (uključujući 47 jezika bivšeg SSSR-a), uglavnom o ruskoj i svjetskoj povijesti, heraldici, numizmatici i povijesti znanosti.

## Transport

### Zračni prijevoz
Moskvu opslužuje pet glavnih civilnih aerodroma: Šeremetjevo, Domodedovo, Bikovo, Ostafjevo i Vnukovo. Šeremetjevo je najčešća ulazna zračna luka za strane putnike, s 60 % svih međunarodnih letova. Domodedovo je vodeća zračna luka u Rusiji po broju putnika i glavni aerodrom za domaće duge letove i destinacije u ZND-u, i nakon Šeremetjeva najznačajniji međunarodni aerodrom. Tri ostale zračne luke povezuju destinacije u Rusiji i zemljama ZND-a. Od MKAD-a, najudaljenija je zračna luka Bikovo, 35 km, dok su aerodromi Domodedovo na 22 km, Vnukovo 11 km, Šeremetjevo 10 km i Ostafjevo na oko 8 km udaljenosti od kružne autoceste.
Nekoliko manjih zračnih luka također je u blizini Moskve, kao aerodrom Mjačkovo za privatne zrakoplove, helikoptere i čartere.

### Plovni putevi
Moskva također ima i dva riječna terminala, Južni riječni terminal i Sjeverni riječni terminal (Rečnoj vokzal), za redovne brodske rute i krstarenja duž rijeka Moskve i Oke. Sjeverni terminal, izgrađen 1937., također je glavno čvorište za duge riječne plovidbe. Moskva raspolaže i s tri teretne luke.

### Željeznice
Moskvu poslužuje devet željezničkih terminala: Bjeloruski, Kazanski, Kijevski, Kurski, Lenjingradski, Pavelecki, Rižski, Savjolovski i Jaroslavski terminal. Svi su smješteni u središtu grada, i u skladu sa svojim nazivom polazna su mjesta za različite destinacije u Europi i Aziji.
Postoje i mnogi manji kolodvori. Kako su karte relativno jeftine, željeznica je najčešće korišteni oblik prijevoza, posebno za putovanja do Sankt Peterburga. Moskva je također zapadna polazna stanica Transsibirske željeznice, s oko 9300 km, najduže željezničke pruge na svijetu.
Predgrađa i satelitski gradovi povezani su mrežom prigradskih vlakova Električka, koji glavne željezničke terminale u središtu grada povezuju s destinacijama na do 140 km udaljenosti.

### Metro
Lokalni prijevoz uključuje Moskovski metro, sistem podzemne željeznice poznat po iznimno ukrašenim stanicama u bogatom socrealističkom stilu, s brojnim muralima, mozaicima i lusterima. Kada je otvoren 1935., metro je imao samo dvije linije. Danas, obuhvaća dvanaest, uglavnom podzemnih linija, s ukupno 182 stanice. Moskovski je metro jedan od najdubljih sustava podzemne željeznice u svijetu. Stanica Park pobjede, dovršena 2003., nalazi se na 84 m ispod zemlje i do nje vode najduži eskalatori u Europi. To je također, s više od 9 milijuna putnika dnevno, i jedan od najprometnijih metro sustava u svijetu. U tijeku su opsežni planovi proširenja sustava.

### Autobus i trolejbus
Kako su stanice metroa izvan centra grada međusobno udaljene i do 4 km, opsežna mreža autobusnih linija povezuje stanice i okolne stambene zone. Moskva također raspolaže i s autobusnim terminalom za duge i međugradske linije (Московский автовокзал), s kojeg polazi oko 40 % dugih autobusnih linija u Moskvi, s dnevnim prometom od oko 25 000 putnika.
Svaku veću ulicu u gradu opslužuje najmanje jedna autobusna linija. Na mnogim od tih ruta voze također i trolejbusne linije.

### Jednotračna željeznica
Godine 2004., uvedena je kratka linija jednotračne željeznice, koja povezuje stanice metroa Timirjazevskaja i ulicu Sergeja Ejzenštejna, prolazeći blizu Sveruskog izložbenog centra. Linijom upravlja moskovski metro.

### Tramvaj
Opsežna tramvajska mreža prvi je puta uvedena 1899., dok je najnovija linija izgrađena 1984. Tramvajski promet obuhvaća relativno nizak postotak ukupnog prometa u gradskom prijevozu, oko 5 %,
jer su mnoge značajne linije ukinute. Tramvaji su u nekim rajonima i dalje značajni kao veze sa stanicama metroa, ili veze između linija metroa, kao između Univerzitetske stanice linije Sokoljničeskaja (br. 1, crvena linija) i stanice Profsojužnaja linije Kaljužsko-Rižskaja (br. 6,  narančasta linija).
Postoje tri odvojene tramvajske mreže:
- mreža spremišta Krasnopresnenskoje, s najzapadnijom točkom u Stroginu (mjesto spremišta) i najistočnijom u blizini platforme Dmitrovskaja. Mreža je odvojena 1973., ali se do 1997. lako mogla ponovo spojiti s 1 km tračnica i tri skretnice; to je naprometnija tramvajska mreža u Moskvi;
- mreža spremišta Apakov opslužuje srednje, južne i jugozapadne okruge Moskve;
- mreža tri glavna spremišta (Bauman, Oktjabrjaskoje, Rusakov).

### Taxi
U Rusiji i Moskvi, teško je razlikovati vožnju taksijem od stopiranja. Stara je ruska tradicija da vozači za naknadu nude vožnju nepoznatim osobama. Općenito, bilo gdje i u bilo koje doba dana ili noći, podizanjem ruke može se vrlo brzo naći "taksi", ali na raspolaganju su i regularne taxi tvrtke. Također, mnogo se koriste i maršrutke.

### Ceste
Moskovski cestovni sustav približno je centriran oko Kremlja u središtu grada, odakle se ceste uglavnom zrakasto šire i sijeku s nizom kružnih cesta ("prstenova").
Prvi je prsten, u samom središtu grada, Bulevarnoje Kolco (Bulevarski prsten), sagrađen na mjestu nekadašnjih gradskih zidina iz 16. stoljeća koje su okruživale tadašnji središnji dio grada, Beli Gorod. Bulevarnoje Kolco tehnički nije prsten jer ne čini puni krug, već velika potkova koja se pruža od Katedrale Krista Spasitelja do rijeke Jauza. Osim toga, Bulevarski prsten duž svoje trase više puta mijenja ime.
Drugi primarni prsten, koji se nalazi izvan Bulevarskog prstena je Sadovoje Kolco (Vrtni prsten). Kao Bulevarski prsten, i Vrtni prsten slijedi trasu zida iz 16. stoljeća koji je obuhvaćao dio grada. Treći "prometni prsten", dovršen je 2003. godine kao brza autocesta.
Četvrti prometni prsten, također autocesta, u izgradnji je radi daljnjeg smanjenja prometnih 
zagušenja. Najudaljeniji je prsten Moskovska automobilska kružna cesta (često zvana MKAD, kratica od ruskog Московская Кольцевая Автомобильная Дорога) koja približno prati granicu gradskog područja. Izvan grada, neke od cesta koja obuhvaćaju grad i dalje prate takav kružni predložak.
Unutar gradskog područja, rijeku i prateće kanale premošćuje 49 mostova. Na moskovskim cestama svakodnevno prometuje 2,6 milijuna automobila,  koji stvaraju velike prometne gužve. Gradske vlasti poduzimaju razne mjere i projekte kako bi se riješio taj problem. MKAD, zajedno s trećim transportnim prstenom i budućim četvrtim transportnim prstenom, jedna je od samo tri autoceste unutar granica grada. Izvan gradskog područja još nekoliko cestovnih sustava stvara oko Moskve oblike koncentričnih krugova.

## Budući razvoj
"Moskovski međunarodni poslovni centar" (Московский международный деловой центр) Moskva-City, novi je dio središnje Moskve. Smještena na obali Krasnopresnenskaja u rajonu Presnenski, jedinom području u središtu grada koje može primiti projekt takvih gabarita, zona "Moskva-Cityja" pod intenzivnom je gradnjom. Cilj "Moskva-Cityja" je stvaranje zone, prvo u Rusiji, te i u cijeloj istočnoj Europi, koja će kao grad u gradu kombinirati poslovne aktivnosti, stanovanje i zabavu. Projekt, kojeg je pokrenula gradska vlada 1992. obuhvaća 1 kvadratni kilometar.
Toranj Federacije (Башня Федерация), trenutno u izgradnji, kada bude dovršen 2016. bit će najviša zgrada u Europi. U projekt će biti uključeni i aquapark i drugi rekreacijski sadržaji, trgovački i zabavni kompleksi, brojni prestižni poslovni i stambeni objekti, prometni čvor i novo sjedište moskovske vlade. Izgradnja četiri nove metro stanice već je završena, od kojih su dvije u funkciji, a dvije rezervirane za buduće linije metroa u kompleksu, dok je u planu izgradnja još nekoliko stanica. U planu je također i direktna željeznička veza između Moskva-Cityja i aerodroma Šeremetjevo. Glavne su lokalne prometnice "Treći prsten" (Третье транспортное кольцо) i Kutuzovski prospekt.
Autocesta "Četvrti prsten", kao dodatak MKAD-u, Vrtnom prstenu i Trećem prstenu, gradi se u okolici Moskve. Bit će dovršen do 2012. s ukupnom dužinom od 61 km.
U planu je izgradnja željezničke veze između međunarodnih zračnih luka Vnukovo i Šeremetjevo i terminalima u središtu grada.
Ožujka 2009., ruski poslovni dnevnik "Kommersant" (Коммерсантъ) izvijestio je da su radi svjetske gospodarske krize, koja je teško pogodila lokalne kompanije,  mnogi od građevinskih projekata u Moskvi (posebno u "Moskovskom međunarodnom poslovnom centru") odgođeni, ili bi mogli biti i otkazani, kao ambiciozni "Toranj Rusija" (Башня Россия) u Moskva-Cityju.

## Mediji
Moskva je sjedište skoro svih ruskih nacionalnih televizijskih mreža, radio stanica, dnevnih listova i časopisa.

### Dnevni listovi
Najznačajniji su dnevni listovi Izvestija (Известия), Nezavisimaja Gazeta (Nezavisimaya Gazeta), i Trud (Tpyд),  tabloidi Komsomolskaja Pravda (Комсомо́льская пра́вда) i Moskovskij Komsomolec  (Московский комсомолец), poslovni dnevnici Kommersant (Коммерсантъ) i Vedomosti (Ведомости), te sportski dnevnik Sport Express  (Спорт-Экспресс). Dnevnici na engleskom jeziku uključuju The Moscow Times i Moscow News.

### Televizija i radio
Redovne televizijske emisije u Moskvi započele su 1939. Iz grada se emitiraju 24 televizijska kanala, oba federalna i nekoliko regionalnih. Svi savezni kanali, osim "Peterburg – peti kanal", emitiraju se iz Moskve. Grad ima veliku mrežu radijskih stanica. Većina se emitira s radiotelevizijskog tornja Ostankino i radio tornja Balašika. Druge istaknuti mediji uključuju radio stanicu Eho Moskve (Э́хо Москвы́), prvi sovjetski i ruski privatni informativni radio, i NTV, jedna od prvih privatnih ruskih televizijskih stanica.
Moskovski televizijski kanali: 
| - Prvi kanal (Первый Канал) - Rusija-1 (Россия-1) - TV Centar (ТВ Центр) - Treći kanal (3 канал) - NTV (НТВ) - Peterburg - peti kanal (Петербург–Пятый канал) - Sport TV kanal (Спорт Телеканал) | - TV3 (ТВ3) - REN TV (РЕН ТВ) - STS (СТС) - DTV (ДТВ) - Euronews - 7TV (7ТВ) - Domašnji (Домашний) | - Rusija K (Россия К) - TNT (ТНТ) - Zvezda (Звезда) - 2×2 - VKT (ВКТ) - Stolica (Столица) - Doverje (Доверие) | - Muz-TV (Муз-ТВ) - MTV Rusija (MTV Россия) - RBC (РБК) - MIR (МИР) - Rusija 24 (Россия 24) - RTR Planeta (РТР Планета) - VKT-2 (ВКТ 2) |

Iz Moskve emitira oko 50 radio stanica u FM pojasu. Moskovske radio stanice: 
| - Ruski radio (Русское радио) - Europa Plus (Европа Плюс) - DFM - NRJ - Radio Maximum (Радио Maximum) - Megapolis FM - Radio Kultura (Радио «Культура») - Pionir FM (Пионер FM) - Radio Zvezda (Радио Звезда) - Orfej (Орфей) - Monte Carlo (Монте-Карло) | - Love Radio - Radio Dača (Радио Дача) - Naše Radio (Наше радио) - Radio 7 (Радио 7) - Humor FM (Юмор FM) - Retro FM (Ретро FM) - Radio Ultra (Радио Ultra) - Keks FM (Кекс FM) - Radio Karnaval (Радио Карнавал) - Kino FM (Кино FM) - Finam FM (Финам FM) - Prvi Popularni radio (Первое популярное радио) - Milicejskaja volna (Милице́йская волна́) | - Radio Rusija (Радио России) - Radio Podmoskovje (Радио Подмосковье) - Radio Junost (Радио Юность) - Majak (Маяк) - Business FM - Autoradio (Авторадио) - Radio Sport (Радио Спорт) - Moja Semja (Моя семья) - XFM - Sveže radio (Свежее радио) - Serebrjanji dožd (Серебряный дождь) - Šanson (Шансон) | - Eho Moskve (Э́хо Москвы) - Radio Jazz (Радио Jazz) - Radio Classic (Радио Classic) - Vesti FM (Вести ФМ) - Siti FM (Сити-FM) - Relax FM - Kommersant FM (Коммерсантъ FM) - Rock FM - Detskoje radio (Детское радио) - Radio Alla (Радио Алла) - Best FM - Next FM |

## Istaknute ličnosti
Moskva je zavičaj mnogih povijesnih i suvremenih poznatih ličnosti iz kulture, znanosti, politike i sporta. Također, Moskva za mnoge poznate osobe nije bila mjesto rođenja, već mjesto realizacije karijere ili ideja. Mnogi aktualni šefovi država i osobe na ključnim pozicijama u međunarodnim političkim i ekonomskim strukturama, svoje su obrazovanje stekli u Moskvi. Istaknuti su Moskovljkani: književnici Fjodor Dostojevski, Aleksandar Puškin i Andrej Beli, pjesnici Marina Cvetajeva i Mihail Ljermontov, znanstvenik Lav Landau, astronaut Vladimir Komarov, filmski redatelj Nikita Mihalkov, umjetnik Vasilij Kandinski i političari Lav Kamenjev i Sergej Lavrov. Među sportašima ističu se tenisači Ana Čakvetadze, Jelena Dementijeva, Marija Kiriljenko, Anastazija Miškina, Nadja Petrova, Marat Safin, Dinara Safina, Dimitrij Tursunov, Mihail Južnji i
Vjera Zvonarjeva, i klizačica Irina Sluckaja.
- Aleksandar Puškin
- Fjodor Dostojevski
- Mihail Ljermontov
- Vasilij Kandinski
- Nikita Mihalkov
- Irina Sluckaja
- Jelena Dementijeva

## Međunarodni odnosi

### Bratimljeni gradovi
| - Almati, Kazahstan - Amman, Jordan - Ankara, Turska - Astana, Kazahstan - Atena, Grčka - Bagdad, Irak - Baku, Azerbajdžan - Bangkok, Tajland - Banja Luka, Bosna i Hercegovina - Beč, Austrija - Beirut, Libanon - Beograd, Srbija - Berlin, Njemačka - Brest, Bjelorusija - Bruxelles, Belgija - Bukurešt, Rumunjska - Chicago, Sjedinjene Države - Cusco, Peru - Delhi, Indija - Donjeck, Ukrajina - Dubai, Ujedinjeni Arapski Emirati | - Düsseldorf, Njemačka - Dušanbe, Tadžikistan - Erevan, Armenija - Gäncä, Azerbajdžan - Hanoi, Vijetnam - Harkov, Ukrajina - Havana, Kuba - Ho Ši Min, Vijetnam - Ingolstadt, Njemačka - Jakarta, Indonezija - Jelgava, Latvija - Kairo, Egipat - Kolomna, Rusija - Krakov, Poljska - Limoges, Francuska - Ljubljana, Slovenija - London, Velika Britanija - Madrid, Španjolska - Manila, Filipini - Mumbai, Indija | - Narjan-Mar, Rusija - Nikozija, Cipar - Pariz, Francuska - Peking, Kina - Pjongjang, Sjeverna Koreja - Podgorica, Crna Gora - Prag, Češka - Rašt, Iran - Reykjavík, Island - Riga, Latvija - Seul, Južna Koreja - Tallinn, Estonija - Teheran, Iran - Tel Aviv, Izrael - Tirana, Albanija - Tokyo, Japan - Tunis, Tunis - Ulan Bator, Mongolija - Valenciennes, Francuska - Varšava, Poljska |

## Vanjske poveznice
- Moscow.ru - Službena stranica Moskve   Arhivirana inačica izvorne stranice od 24. svibnja 2015. (Wayback Machine) (rus.), (engl.), (šp.), (njem.), (fr.)
- Službena stranica Moskovske uprave  Arhivirana inačica izvorne stranice od 25. veljače 2011. (Wayback Machine) (rus.)
- Odbor za turizam gradske vlade  (engl.)
- moskva.com  (rus.)
- Moscow Russia Insider's Guide  Arhivirana inačica izvorne stranice od 28. veljače 2017. (Wayback Machine) (engl.)
- Administrativna podjela Moskve   Arhivirana inačica izvorne stranice od 2. veljače 2013. (Wayback Machine) (rus.)
- Službena stranica mosmovskog metroa (engl.), (rus.)